# جزيرة شبح (المملكة المتحدة)
الجَزيرة الشَّبَح (بالإنجليزية: ghost island)‏، هي مُصطلح يُستَخدم على الطرق السريعة للمملكة المتّحدة في إشارةٍ إلى الجزيرة المرورية، وَهي عبارة عن منطقة تتوسَّط طريق السيّارات المُفرَد حيثُ تُلطَّخ بتقطُّعٍ بالدِهان في إشارةٍ لمنع السيّارات عن التجاوز. أصبح استخدامُها شائعًا عند التقاطعات لمنع التجاوز وَتأمين فرصة للسيّارات المُنعطفة. وَتُستَخدم أحيانًا للقِطاعات الطويلة وَالَّتي تكون على نحو استثنائيّ واسعة (مثل تحويل ثلاثة مَجازات (lane) إلى مَجازين).